# Hans Poelzig
Hans Poelzig (Berlino, 30 aprile 1869 – Berlino, 14 giugno 1936) è stato un architetto, designer e scenografo tedesco.
Poelzig era stato un membro del Deutscher Werkbund. Verso la metà degli anni 20, con gli architetti di Weimar fra i quali  Bruno Taut e Ernst May, Poelzig aveva seguito gli sviluppi dell'architettura espressionista e della Neue Sachlichkeit (Nuova oggettività). 
Nel 1927 aveva partecipato con un suo progetto alla prima importante realizzazione di architettura razionalista promossa dal Werkbund, il quartiere Weissenhof a Stoccarda.

## Biografia

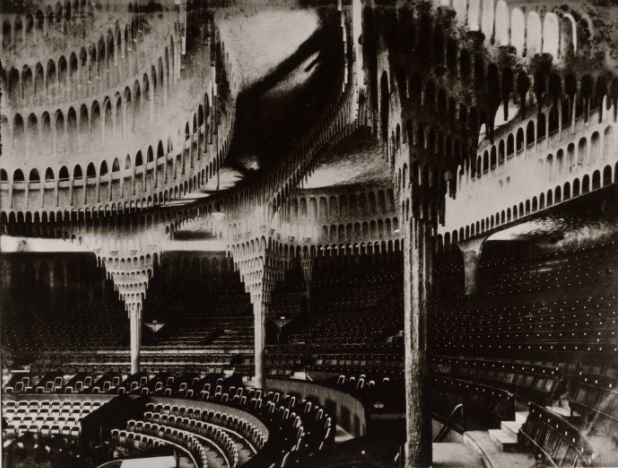
1919 Il teatro di Berlino Großes Schauspielhaus, considerato una delle opere più notevoli dell'architettura espressionista, demolito nel 1988

Hans Poelzig era nato dalla contessa Clara Henrietta Maria Poelzig (figlia di Alexander von Hanstein, Conte di Pölzig e Beiersdorf) mentre era sposata all'inglese George Acland Ames.
Dopo aver completato i suoi studi in architettura, Poelzig progettò alcuni edifici industriali. Nel 1911 in occasione di un'esposizione industriale a Poznań realizzò una torre con serbatoio d'acqua alta 51.2 m. 
Nel 1916 fu nominato architetto della città di Dresda.
Nel 1919 realizzò a Berlino il teatro Großes Schauspielhaus per l'impresario Max Reinhardt.
Dal 1920 al 1935 aveva insegnato all'Università tecnica di Berlino e fu direttore dell'Accademia delle Arti di Prussia (Preußische Akademie der Künste).

## Filmografia
- L'erede dei Grishus (Zur Chronik von Grieshuus), regia di Arthur von Gerlach (1925)

## Onori
Il 18 novembre 2015 il Friedrichstadt-Palast Berlin ha inaugurato solennemente in onore dei suoi fondatori Max Reinhardt, Hans Poelzig e Erik Charell il monumento sulla Friedrichstraße 107.